# Növényi tejszín
A növényi tejszín a tejszín utánzata tejtermékek és más állati összetevők felhasználása nélkül, így vegán. Jellemzően úgy állítják elő, hogy a növényi anyagot víz hozzáadása után sűrű folyadékká őrlik. Gyakori fajtái a szójatejszín, a zabtejszín, a rizstejszín, a kókusztejszín és a kesudiótejszín. Desszert feltétként, emellett sok más ételhez és italhoz egyaránt használják.
Egyes tejszínek tejmentes és tejalapú összetevők keverékét tartalmazzák. Például a Cool Whip tartalmaz egy kis tejet; Az Elmlea teljesen növényi alapú és kevert tejszínt is forgalmaz.

## Táplálkozás
Egy 1998-as tanulmány – amely a vegán tejszínt az állati eredetű tejszínnel hasonlította össze – azt mutatta ki, hogy a két termék kalória- és zsírtartalma hasonló, de a vegán tejszínben kevesebb a telített zsírsav, és több a többszörösen telítetlen zsírsav.

## Lásd még
- Növényi tej
- Tejszín

## Fordítás
Ez a szócikk részben vagy egészben  a   Plant cream című angol Wikipédia-szócikk ezen változatának fordításán alapul.  Az eredeti cikk szerkesztőit annak laptörténete sorolja fel. Ez a jelzés csupán a megfogalmazás eredetét és a szerzői jogokat jelzi, nem szolgál a cikkben szereplő információk forrásmegjelöléseként.